# Асл, Джефф
Дже́ффри Асл (англ. Jeffrey Astle; 13 мая 1942, Иствуд, Ноттингемшир — 19 января 2002, Бертон-апон-Трент, Западный Мидленд), более известный как Джефф Асл — английский футболист, игравший на позиции нападающего. В составе клуба «Вест Бромвич Альбион» провёл 361 матч и забил 174 мяча, получив от болельщиков прозвище «Король». Он также сыграл в пяти матчах за сборную Англии, не отметившись в них забитыми мячами.

## Игровая карьера

### Клубная карьера
Джефф Асл родился в Иствуде, Ноттингемшир, Англия и начал профессиональную карьеру в «Ноттс Каунти», когда ему было 17 лет. Он был классическим центральным нападающим и являлся протеже Томми Лоутона. В 1964 году он подписал контракт с клубом «Вест Бромвич Альбион», сумма трансфера составила 25 000 фунтов стерлингов. В составе «дроздов» игрок забил 174 гола в 361 играх, в том числе единственный гол в финале Кубка Англии 1968 года, в ходе этого турнира он отметился забитым мячом в каждом раунде.
Два года спустя Асл забил за «Вест Бромвич» в финале Кубка лиги, проигранном со счётом 2:1 «Манчестер Сити», и стал первым игроком, отличившимся на «Уэмбли» в финале обоих крупных кубковых соревнований Англии. За четыре года до этого он уже забивал в первом финальном матче Кубка лиги клубу «Вест Хэм Юнайтед», внеся вклад в завоевание трофея, но это было на «Болейн Граунд».
В разгар карьеры Асла в «Вест Бромвиче» на кирпичной кладке моста Примроуз появилась надпись «ASTLE IS THE KING» (с англ. — «АСЛ — КОРОЛЬ»); этот мост быстро стал известен как «мост Асла». После того, как в 1990 году городской совет закрасил граффити, оно снова появилось через несколько дней. После смерти Асла в 2002 году была начата кампания по официальному переименованию моста в его честь, в результате которой мост получил своё нынешнее название.
В сезоне 1969/1970 Асл стал лучшим бомбардиром Первого дивизиона с 25 голами. В последующие годы работоспособность футболиста ухудшалась в связи с постоянными травмами, и в 1974 году он покинул «Вест Бромвич», присоединившись к южноафриканскому клубу Национальной футбольной лиги «Хелленик». Последние годы игровой карьеры Асла прошли в низших дивизионах Англии: он был игроком клубов «Данстейбл Таун», где играл в дуэте с бывшей звездой «Манчестер Юнайтед» Джорджем Бестом, «Уэймут», «Атерстоун Таун» и «Хиллингдон Боро». В составе последнего футболист и завершил карьеру в 1977 году.

### Карьера в сборной
Асл дебютировал за сборную Англии 7 мая 1969 года в матче домашнего чемпионата Великобритании против Уэльса (2:1). В 1970 году он был вызван в сборную Англии для участия в финальном турнире чемпионата мира в Мексике. Свой первый матч на турнире игрок провёл, выйдя на замену в матче против будущих чемпионов, сборной Бразилии, при счёте 0:1. Во время этого матча Асл упустил голевой момент, воспоминания о котором преследовали его до конца жизни. В третьем матче группового этапа против Чехословакии (1:0) Джефф сыграл в своём последнем матче за сборную, выйдя в стартовом составе и проведя на поле 66 минут. Всего за сборную Англии Асл провёл пять официальных матчей, в которых не отметился забитыми голами.

## Дальнейшие годы, смерть и наследие
После завершения карьеры Асл занялся промышленным бизнесом по уборке в городе Бертон-на-Тренте. Также он был постоянным участником телевизионного комедийного шоу Fantasy Football League с Фрэнком Скиннером и Дэвидом Бэддиелом.
19 января 2002 года Асл скончался в доме дочери в возрасте 59 лет. Согласно заключению коронера, причиной смерти было дегенеративное заболевание головного мозга, вызванное постоянными микротравмами, которое впервые проявилось за пять лет до этого. Во время своей карьеры Асл часто играл головой, что часто приводило к небольшим сотрясениям мозга, так как использовавшиеся в те годы кожаные футбольные мячи были значительно тяжелее современных, изготавливаемых из синтетических материалов, особенно во влажную погоду. Это был не первый случай болезни (особенно болезни Альцгеймера или деменции) или смерти футболиста, вызванной ударами головой по старомодным футбольным мячам, другим примером является бывший капитан «Тоттенхэма» Дэнни Бланчфлауэр, умерший от болезни Альцгеймера в декабре 1993 года. Смерть Асла была квалифицирована как производственная травма. В 2014 году была запущена кампания «Справедливость для Джеффа», целью которой является призыв к независимому исследованию возможной связи между дегенеративной болезнью головного мозга и игрой головой. Впоследствии он стал первым официально признанным британским футболистом, умершим в результате частой игры головой на поле. В том же году нейрохирург Вилли Стюарт заявил, что Асл умер от хронической травматической энцефалопатии (ХТЭ), болезни, ранее ассоциировавшейся только с боксёрами.
На следующий день после смерти футболиста «Вест Бромвич Альбион» провёл минуту молчания в память о нём перед домашним матчем против «Уолсолла». Нападающий «Альбиона» Джейсон Робертс забил единственный гол в игре и отпраздновал его, сняв свою майку, чтобы показать футболку с изображением Асла.
На его похороны в Дербишире пришли сотни любителей футбола. Fantasy Football League вернулась ради ряда специальных выпусков после смерти Асла; первой программе предшествовала минута молчания. В ноябре 2002 года вдова футболиста Лорейн заявила, что подаст судебные иски в связи с его смертью.
Асл воспевался фанатами «Вест Бромвича» как герой, они часто пели (на мотив Camptown Races): «Асл — король, Асл — король, Брумми-роуд будет петь эту песню, Асл — король». После его смерти была начата кампания по финансированию ряда памятных ворот в его честь. Ворота, расположенные на Бирмингем-роуд, были открыты 11 июля 2003 года В апреле 2003 года Асл стал первым человеком, именем которого назван трамвай West Midlands Metro.
В 2004 году он был назван одним из 16 величайших игроков «Вест Бромвич Альбион» в опросе, организованном в рамках празднования 125-летия клуба. Также Асл был включён в список пяти «героев Кубка Англии» в составе «Альбиона», получив наибольшее количество голосов среди нападающих в опросе, организованном официальным сайтом клуба в 2006 году.
В течение 2013 года болельщики «Вест Брома» аплодировали в течение всей девятой минуты (Асл играл под 9 номером) каждого домашнего матча в честь Джеффа Асла и в поддержку кампании «Справедливость для Джеффа». В течение минуты на экранах Хоторнс появлялся образ футболиста с надписью «Если есть сомнения, сядьте». Принципиальные соперники «Альбиона» «Астон Вилла» и «Бирмингем Сити» также демонстрировали фотографию Асла на экранах своего стадиона в домашних матчах против «дроздов».

### Фонд Джеффа Асла
26 марта 2015 года было объявлено, что 11 апреля, в день матча против «Лестер Сити», «Вест Бромвич» проведёт в память об игроке «День Асла» на «Хоторнс». Команда вышла на поле в ретро-форме, аналогичной той, которую носил Асл в финале Кубка Англии 1968 года, в котором он забил единственный гол. «Альбион» стал всего вторым клубом, которому было предоставлено специальное разрешение от Премьер-лиги на смену формы, после «Манчестер Юнайтед», футболисты которого в 2008 году играли в ретро-комплекте в честь 50-летия авиакатастрофы в Мюнхене. Этот день также ознаменовал начало существования Фонда Джеффа Асла, фонда в поддержку исследований связи между травматической энцефалопатией и игрой в футбол. В ноябре 2017 года о данной взаимосвязи вышел документальный фильм «Алан Ширер: деменция, футбол и я», снятый бывшим нападающим сборной Англии Аланом Ширером. В связи с общественным резонансом в январе 2018 года Футбольная ассоциация Англии впервые начала масштабное исследование о том, как игра головой влияет на вероятность развития деменции.

## Достижения

### Клубные
- Кубок Англии: 1967/68
- Кубок Футбольной лиги: 1965/66

### Личные
- Лучший бомбардир Первого дивизиона: 1969/70

## Статистика выступлений
| Клуб                     | Сезон            | Лига | Лига | Национальные кубки | Национальные кубки | Национальные кубки | Национальные кубки | Еврокубки | Еврокубки | Прочие | Прочие | Итого | Итого |
| Клуб                     | Сезон            | Лига | Лига | Кубок              | Кубок              | Кубок лиги         | Кубок лиги         | Еврокубки | Еврокубки | Прочие | Прочие | Итого | Итого |
| Клуб                     | Сезон            | Игры | Голы | Игры               | Голы               | Игры               | Голы               | Игры      | Голы      | Игры   | Голы   | Игры  | Голы  |
| ------------------------ | ---------------- | ---- | ---- | ------------------ | ------------------ | ------------------ | ------------------ | --------- | --------- | ------ | ------ | ----- | ----- |
| Ноттс Каунти             | 1961/62          | 7    | 0    | 1                  | 0                  | 0                  | 0                  | -         | -         | 0      | 0      | 8     | 0     |
| Ноттс Каунти             | 1962/63          | 44   | 16   | 1                  | 0                  | 2                  | 3                  | -         | -         | 0      | 0      | 47    | 19    |
| Ноттс Каунти             | 1963/64          | 41   | 11   | 3                  | 1                  | 4                  | 2                  | -         | -         | 0      | 0      | 48    | 14    |
| Ноттс Каунти             | 1964/65          | 11   | 4    | 0                  | 0                  | 2                  | 4                  | -         | -         | 0      | 0      | 13    | 8     |
| Ноттс Каунти             | Итого            | 103  | 31   | 5                  | 1                  | 8                  | 9                  | 0         | 0         | 0      | 0      | 116   | 41    |
| Вест Бромвич Альбион     | 1964/65          | 32   | 10   | 1                  | 1                  | 0                  | 0                  | 0         | 0         | 0      | 0      | 33    | 11    |
| Вест Бромвич Альбион     | 1965/66          | 27   | 18   | 0                  | 0                  | 7                  | 6                  | 0         | 0         | 0      | 0      | 34    | 24    |
| Вест Бромвич Альбион     | 1966/67          | 38   | 16   | 2                  | 1                  | 6                  | 5                  | 4         | 0         | 0      | 0      | 50    | 22    |
| Вест Бромвич Альбион     | 1967/68          | 41   | 26   | 10                 | 9                  | 1                  | 0                  | 0         | 0         | 0      | 0      | 52    | 35    |
| Вест Бромвич Альбион     | 1968/69          | 37   | 21   | 5                  | 2                  | 2                  | 2                  | 6         | 1         | 0      | 0      | 50    | 26    |
| Вест Бромвич Альбион     | 1969/70          | 34   | 25   | 0                  | 0                  | 9                  | 5                  | 0         | 0         | 0      | 0      | 43    | 30    |
| Вест Бромвич Альбион     | 1970/71          | 41   | 13   | 4                  | 1                  | 3                  | 1                  | 0         | 0         | 5      | 1      | 53    | 16    |
| Вест Бромвич Альбион     | 1971/72          | 22   | 2    | 0                  | 0                  | 0                  | 0                  | 0         | 0         | 3      | 2      | 25    | 4     |
| Вест Бромвич Альбион     | 1972/73          | 14   | 5    | 1                  | 0                  | 0                  | 0                  | 0         | 0         | 0      | 0      | 15    | 5     |
| Вест Бромвич Альбион     | 1973/74          | 6    | 1    | 0                  | 0                  | 0                  | 0                  | -         | -         | 0      | 0      | 6     | 1     |
| Вест Бромвич Альбион     | Итого            | 292  | 137  | 23                 | 14                 | 28                 | 19                 | 10        | 1         | 8      | 3      | 361   | 174   |
| Данстабл Таун            | 1974/75          | ?    | 25   | ?                  | ?                  | -                  | -                  | -         | -         | 0      | 0      | ?     | 25+   |
| Данстабл Таун            | Итого            | ?    | 25   | ?                  | ?                  | 0                  | 0                  | 0         | 0         | 0      | 0      | ?     | 25+   |
| Уэймут                   | 1975/76          | 42   | 20   | ?                  | ?                  | -                  | -                  | -         | -         | 0      | 0      | 42+   | 20+   |
| Уэймут                   | 1976/77          | 0    | 0    | ?                  | ?                  | -                  | -                  | -         | -         | 0      | 0      | ?     | ?     |
| Уэймут                   | Итого            | 42   | 20   | ?                  | ?                  | 0                  | 0                  | 0         | 0         | 0      | 0      | 42+   | 20+   |
| Атерстон Таун            | 1976/77          | ?    | ?    | ?                  | ?                  | -                  | -                  | -         | -         | 0      | 0      | ?     | ?     |
| Атерстон Таун            | Итого            | ?    | ?    | ?                  | ?                  | 0                  | 0                  | 0         | 0         | 0      | 0      | ?     | ?     |
| Хиллингдон Боро (аренда) | 1976/77          | 2    | 0    | 0                  | 0                  | -                  | -                  | -         | -         | 0      | 0      | 2     | 0     |
| Хиллингдон Боро (аренда) | Итого            | 2    | 0    | 0                  | 0                  | 0                  | 0                  | 0         | 0         | 0      | 0      | 2     | 0     |
| Всего за карьеру         | Всего за карьеру | 439+ | 213+ | 28+                | 15+                | 36                 | 28                 | 10        | 1         | 8      | 3      | 521+  | 260+  |